# Widerstand Süd
Widerstand Süd ist eine der überregionalen Vernetzungsplattformen der militanten rechtsradikalen Freien Kameradschaften, die in den Bundesländern Bayern und Baden-Württemberg aktiv sind.

## Allgemeines und Geschichte
Sowohl die bayrischen als auch die baden-württembergischen Kameradschaften zeigen sich deutlich weniger in der Öffentlichkeit als andere Kameradschaften. Zwar sind sie immer wieder auf Aufmärschen vor allem in West- und Ostdeutschland vertreten, in Süddeutschland sind Aufmärsche von Freien Kameradschaften jedoch eher selten. Neonazis treten hier im Regelfall unter der Führung der NPD/JN auf. Während jedoch in Nord- oder Westdeutschland auch bei NPD-Aufmärschen Kameradschaften als eigenständige Gruppen erkennbar sind, ist dies im Süden selten.
Die dortigen Kameradschaften legen ihren Schwerpunkt auf die Durchführung von Veranstaltungen. In Baden-Württemberg sind dies überwiegend Konzerte, aber auch Vorträge wie z. B. von Horst Mahler, Friedhelm Busse, Michael Swierczek oder Christian Worch haben einen hohen Stellenwert. In Bayern sind neben Vorträgen auch „gesellige“ Aktivitäten wie Stammtische, Grillabende oder Fußballturniere wichtig. Sie werden häufig vom Münchner „Freizeitverein Isar 96 e. V.“ um die langjährigen Neonazi-Aktivisten Fred Eichner und Josef Ranftl organisiert.
Ein Schwerpunkt der Aktivitäten Freier Kameradschaften liegt – neben München – im Raum Franken. Die Kameradschaft „Frankens Widerstand“ hat von 1998 bis 2000 ein eigenes Fanzine herausgebracht und war auf den wenigen Aufmärschen in Bayern mit einem eigenen Transparent präsent. Die Herausgeber eines weiteren Fanzines mit dem Titel „Der Landser“ sind vor allem rund um Nürnberg aktiv, unter anderem in Sachen Anti-Antifa.
Auch in Bayern werden Internetseiten von und für Neonazis bereitgestellt und Kontaktperson für die „Kameradschaft München“. Die Koordination von und Information über Aktivitäten läuft z. T. noch über „Nationale Infotelefone“ wie in Karlsruhe und München, zumeist aber bereits über Internetportale und E-Mail-Verteiler.
Süddeutsche „Kameradinnen“ und „Kameraden“ pflegen enge Kontakte nach Österreich, wobei vor allem ein Personalaustausch bei Vorträgen stattfindet.